# Momodou Lamin Sedat Jobe
Momodou Lamin Sedat Jobe teils auch Momodou Lamin Sidat Jobe (* 24. Juli 1944 in Bansang; † 6. April 2025 in Dakar) war ein gambischer Politiker und Diplomat. Von 1998 bis 2001 war er Außenminister.

## Leben
Jobe absolvierte seine Hochschulausbildung in Frankreich, anschließend promovierte er 1976 an der Universität Grenoble. Er lehrte zunächst von 1974 bis 1978 an der Universität von Dakar und von 1978 bis 1980 der Howard University, Washington, DC und arbeitete dann anschließend als Kulturdirektor für die Organisation der Vereinten Nationen für Erziehung, Wissenschaft und Kultur (UNESCO) von 1981 bis 1996 und von 1996 bis 1997.
Von 1996 bis 1998 war er als Botschafter im gambischen diplomatischen Dienst tätig.
Jobe gehörte als Nachfolger von Omar Njie als Außenminister dem Kabinett von Gambia ab dem 19. Januar 1998 an. In dieser Zeit führte er eine erfolglose Delegation nach Guinea-Bissau an, um zu versuchen eine Einigung im Bürgerkrieg des Landes zu verhandeln, der 1998 ausbrach. Er trat von seinem Amt als Außenminister am 30. August 2001 zurück, nachdem der stellvertretende britische Hochkommissar Bharat Joshi ausgewiesen worden war. Er wurde von Baboucarr-Blaise Jagne abgelöst.
Später engagierte sich Jobe für die Förderung der Beziehungen zwischen Gambia und der Internationalen Organisation der Frankophonie (Organisation internationale de la Francophonie), zu der Gambia heute gehört. Er unterstützte Yahya Jammeh noch aktiv bei der Präsidentschaftswahl 2006, wandte sich jedoch später gegen ihn. Jobe half im Jahr 2013 bei der Gründung des Gambia Consultative Council aus seinem selbst auferlegten Exil in Schweden und wurde dessen Präsident. Im Januar 2013 forderte Jobe das Militär auf, Jammeh mit Gewalt zu stürzen. Er kritisierte gleichzeitig Mai Fatty, den Führer des Gambia Moral Congress. Im September 2013 erklärte Jobe, dass sich Oppositionsgambier hinter dem Führer der United Democratic Party (UDP), Ousainou Darboe, zusammenschließen sollten, um Jammeh am besten aus dem Amt zu verdrängen. Später, bis kurz vor 2017, lebte er im Exil in Senegal.
Er wurde im Mai 2017 als Botschafter der Regierung Adama Barrow I nach Frankreich entsandt. Ende August 2019 wurde er von Ebrima O. Camara abgelöst.
Im April 2025, nach langer Krankheit, verstarb Jobe in Dakar (Senegal), dies teilte die UDP mit.